# Liste der Einträge im National Register of Historic Places im Dale County
Die Liste der Registered Historic Places im Dale County in Alabama führt alle Bauwerke und historischen Stätten im Dale County auf, die in das National Register of Historic Places aufgenommen wurden.

## Aktuelle Einträge
| Lfd. Nr. | Name                             | Bild | Datum der Eintragung | Adresse/Lage     | Ort    | ID-Nr.   | Beschreibung |
| -------- | -------------------------------- | ---- | -------------------- | ---------------- | ------ | -------- | ------------ |
| 1        | Claybank Log Church              |      | 7. Nov. 1976         | E. Andrews Ave.  | Ozark  | 76000321 |              |
| 2        | J. D. Holman House               |      | 19. Feb. 1982        | 409 E. Broad St. | Ozark  | 82002007 |              |
| 3        | Oates-Reynolds Memorial Building |      | 13. Juni 1974        | Oates St.        | Newton | 74000409 |              |
| 4        | Samuel Lawson Dowling House      |      | 30. Mai 1996         | 311 Owens St.    | Ozark  | 96000594 |              |